# Litomyšlský vikariát
Litomyšlský vikariát je jedním ze čtrnácti vikariátů královéhradecké diecéze. Je tvořen patnácti farnostmi, jeho okrskovým vikářem je Bc.Th. Josef Matras a jeho centrem proboštství v Litomyšli. Rozkládá se v severozápadní části okresu Svitavy, částečně zasahuje do okresu Ústí nad Orlicí. Leží na jihovýchodním okraji diecéze, na severu sousedí s orlickoústeckým vikariátem a na západě s chrudimským vikariátem, na jihu s brněnskou diecézí a na východě s olomouckou arcidiecézí.

## Ustanovení vikariátu
- Bc.Th. Josef Matras – okrskový vikář
- Mgr. Milan Romportl – sekretář vikariátu a kaplan pro charitu
- P. ThMgr. Mariusz Jan Robak, MSF – kaplan pro mládež
- Bc. Božena Šplíchalová – nemocniční kaplanka
- Ing. Jana Šádková – vikariátní účetní
- Miloslav Pirkl – stavební technik
- Josef Jílek – stavební technik
- Mgr. Tomáš Krejčí – pastorační asistent

## Farnosti a kostely vikariátu
| Farnost               | Správce                                                   | Další duchovní ve farnosti | Farní kostel                                               | Další kostely |
| --------------------- | --------------------------------------------------------- | --- | ---------------------------------------------------------- | --- |
| Borová                | Mgr. Milan Romportl farář                                 | | Kostel svaté Markéty, panny a mučednice                    | - Kostel svaté Kateřiny (Borová) - Kostel svatého Bartoloměje (Pustá Rybná) - Kostel svaté Marie Magdalény (Telecí) |
| Bystré u Poličky      | Bc.Th. Josef Matras farář                                 | Mons. Mgr. Zdeněk Krček výpomocný duchovní | Kostel svatého Jana Křtitele                               | - Kostel Navštívení Panny Marie (Jedlová) - Kostel Nanebevzetí Panny Marie (Jedlová) - Kostel svatého Prokopa (Nedvězí) - Kostel svatého Václava (Trpín) |
| Cerekvice nad Loučnou | Mgr. Zdeněk Mach administrátor excurrendo                 | | Kostel svatého Václava, mučedníka                          | - Kostel svatého Prokopa (Bohuňovice) - Kostel svatého Jakuba Staršího (Bučina) - Kostel Nejsvětější Trojice (Hrušová) |
| Dolní Újezd           | Ing. Josef Haman farář                                    | | Kostel svatého Martina, biskupa                            | |
| Koclířov u Svitav     | Mons. Mgr. Pavel Dokládal děkan-farář                     | Mgr. Ing. Ľubor Schlossár výpomocný duchovní excurrendo Bc. Václav Kašík správce kláštera Ing. Hana Frančáková odborná pastorační referentka Mgr. Lenka Palkovičová Martin Palkovič pastorační asistenti | Kostel svatého Jakuba Staršího, apoštola, a svaté Filomény | - Kostel svatého Alfonse (Koclířov) - Kostel svatého Josefa (Hřebeč) |
| Korouhev              | P. ThMgr. Mariusz Jan Robak, MSF administrátor excurrendo | | Kostel svatého Petra a Pavla                               | |
| Litomyšl              | Mgr. Zdeněk Mach probošt                                  | Ing. Tomáš Fiala farní vikář Ing. Jiří Fiala nemocniční kaplan Mgr. Václav Tobek výpomocný duchovní Jiří Štorek výpomocný duchovní excurrendo Ludmila Pelikovská pastorační asistentka                   | Proboštský kostel Povýšení svatého Kříže                   | - Kostel svatého Mikuláše (Čistá) - Kostel svatého Filipa a Jakuba (Janov) - Kostel Nalezení svatého Kříže (Litomyšl) - Kostel Rozeslání svatých apoštolů (Litomyšl) - Kostel svaté Anny (Litomyšl) - Kostel svatého Jiří (Mikuleč)                                            |
| Mladočov              | Jiří Štorek farář                                         | | Kostel svatého Bartoloměje, apoštola                       | - Kostel Boží lásky (Budislav) |
| Morašice u Litomyšle  | Mgr. Zdeněk Mach administrátor excurrendo                 | | Kostel svatého Petra a Pavla, apoštolů                     | - Kostel svatého Víta (Makov) |
| Opatov v Čechách      | Mgr. Ing. Ľubor Schlossár farář                           | Mgr. Terézia Lucia Beňušková Bc. Pavla Elena Hotárová Bc. Andrea Ulianková pastorační asistentky | Kostel svatého Antonína, poustevníka                       | - Kostel svatého Petra a Pavla (Dětřichov) - Kostel svatého Jana Nepomuckého (Opatov) - Kostel Narození Panny Marie (Opatovec) |
| Polička               | Mgr. Tomáš Enderle děkan                                  | Mgr. Věra Klimešová Mgr. BcA. Eva Vymětalová pastorační asistentky | Děkanský kostel svatého Jakuba Staršího, apoštola          | - Kostel svatého Vavřince (Květná) - Kostel svatého Michaela (Polička) - Kostel Nejsvětější Trojice (Modřec) - Kostel svatého Jiří (Pomezí) |
| Sádek                 | P. ThMgr. Mariusz Jan Robak, MSF farář                    | | Kostel Nejsvětější Trojice                                 | |
| Sebranice u Litomyšle | P. Ladislav Kozubík, SDB farář                            | P. Mgr. Petr Zelinka, SDB farní vikář P. Pavel Kadlečík, SDB výpomocný duchovní | Kostel svatého Mikuláše, biskupa                           | - Kostel svaté Anny (Lubná) - Kostel svatého Jana Křtitele (Široký Důl) |
| Svojanov              | Mgr. Marek Poláčik farář                                  | | Kostel svatého Petra a Pavla, apoštolů                     | - Kostel svaté Barbory (Banín) - Kostel Všech svatých (Bělá nad Svitavou) - Kostel Nejsvětější Trojice (Chrastavec) - Kostel svatého Erasma (Rohozná) - Kostel Nanebevzetí Panny Marie (Stašov) - Kostel svatého Mikuláše (Starý Svojanov) - Kostel svaté Kateřiny (Vítějeves) |
| Trstěnice             | Jiří Štorek administrátor excurrendo                      | | Kostel Nalezení svatého Kříže                              | - Kostel svatého Jana Nepomuckého (Chmelík) - Kostel svatého Bartoloměje (Karle) - Kostel svatého Cyrila a Metoděje (Ostrý Kámen) |

## Zaniklé farnosti
V rámci reformy církevní správy došlo v litomyšlském vikariátu k redukci počtu farností, z nichž některé byly slučovány:
- 1. ledna 2006 byla farnost Telecí[34] sloučená s farností Borová a farnost Banín s farností Bělá nad Svitavou,[35] která však byla 30. června 2021 sloučená s farností Svojanov[36]
- 1. července 2006 byla farnost Jedlová[37] sloučená s farností Bystré u Poličky
- 1. ledna 2007 byly farnosti Čistá u Litomyšle,[38] Janov u Litomyšle[39] a Mikuleč[40] sloučeny s proboštstvím Litomyšl a farnosti Květná[41] a Pomezí[42] sloučeny s děkanstvím Polička
- 1. července 2007 byla farnost Karle[43] sloučená s farností Trstěnice
- 1. ledna 2008 byly farnosti Dětřichov[44] a Košíře[45] sloučeny s farností Opatov v Čechách a farnosti Rohozná u Poličky[46] a Stašov[47] s farností Svojanov